# Ladies Tour of Qatar 2010
Il Ladies Tour of Qatar 2010, seconda edizione della corsa, si svolse in tre tappe dal 3 al 5 febbraio 2010, per un percorso totale di 286,5 km. Fu vinta, per la seconda volta consecutiva, dall'olandese Kirsten Wild, che terminò in 8h18'39".

## Tappe
| Tappa  | Data       | Percorso                                  | km    | Vincitore di tappa | Leader cl. generale |
| ------ | ---------- | ----------------------------------------- | ----- | ------------------ | ------------------- |
| 1ª     | 3 febbraio | Museeum of Islamic Art > Al Khor Corniche | 103,5 | Rasa Leleivytė     | Rasa Leleivytė      |
| 2ª     | 4 febbraio | Al Zubarah > Oryx Farm                    | 89    | Giorgia Bronzini   | Giorgia Bronzini    |
| 3ª     | 5 febbraio | Sealine Beach Resort > Doha Corniche      | 94    | Kirsten Wild       | Kirsten Wild        |
| Totale | Totale     | Totale                                    | 286,5 |                    |                     |

## Squadre partecipanti
Come da regolamento UCI, è aperta a UCI Women's Teams, Squadre nazionali, regionali e club. Prendono il via quindici squadre, sette rappresentative nazionale ed otto squadre professionistiche, rappresentanti sedici differenti nazionalità.
| N.    | Cod. | Squadra                 |
| ----- | ---- | ----------------------- |
| 1-6   | CWT  | Cervélo TestTeam Women  |
| 11-16 | ITA  | Italia                  |
| 21-26 | AUS  | Australia               |
| 31-36 | TCW  | Team HTC-Columbia Women |
| 41-46 | RSC  | Red Sun Cycling Team    |
| 51-56 | NLD  | Paesi Bassi             |
| 61-66 | USA  | Stati Uniti             |
| 71-76 | ACR  | Team Nederland Bloeit   |

| N.      | Cod. | Squadra                |
| ------- | ---- | ---------------------- |
| 81-86   | GER  | Germania               |
| 91-96   | LLT  | Lotto Ladies Team      |
| 101-106 | FRA  | Francia                |
| 111-116 | SAF  | Safi-Pasta Zara        |
| 121-126 | SUI  | Svizzera               |
| 131-136 | GPC  | Giant Pro Cycling Team |
| 141-146 | MTW  | Team MTN               |

## Resoconto degli eventi
Dopo l'edizione inaugurale del 2009, si ripeté l'organizzazione del Ladies Tour of Qatar, gestita dalla Qatar Cycling Federation con il supporto tecnico e sportivo della Amaury Sport Organisation e regolamentare della Unione Ciclistica Internazionale. Era la gara di apertura del Calendario internazionale femminile UCI 2010, classificata come gara di Classe 1 ed aperta all'élite del ciclismo femminile.
Favorite della vigilia erano la vincitrice dell'edizione 2009 Kirsten Wild della Cervélo TestTeam Women, Giorgia Bronzini, vincitrice di due tappe nel 2009, che gareggiava con i colori della Nazionale italiana ed era appoggiata dalla campionessa del mondo Tatiana Guderzo. Ellen Van Dijk, vincitrice della classifica giovani nel 2009, Chloe Hosking della HTC-Columbia Women e Rochelle Gilmore, capitana della Lotto Ladies Team, completano il quadro delle atlete che potevano giocarsi la vittoria.
La prima tappa fu dominata dalla ventunenne lituana Rasa Leleivytė, che alla Safi-Pasta Zara aveva preso il posto della Bronzini per gli arrivi in volata. Batté in volata la stessa Bronzini e Hosking, conquistando la maglia di leader delle classifiche generale, a punti e giovani. La seconda frazione, accorciata a 89 km per via del forte vento, vide invece Bronzini battere allo sprint Gilmore e Bras e conquistare anche la maglia oro di leader della classifica generale con soli 4 secondi di vantaggio su Wild. Proprio quest'ultima, battendo l'italiana nella volata della terza tappa, si aggiudicò i secondi necessari a scavalcarla nella classifica generale, ottenendo così la vittoria della corsa per il secondo anno consecutivo. A Bronzini non rimase che la vittoria della classifica a punti, mentre la maglia blu di miglior giovane rimase sulle spalle di Leleivytė per tutte le tre tappe.

## Dettagli delle tappe

### 1ª tappa
- 3 febbraio: Museeum of Islamic Art > Al Khor Corniche – 103,5 km

Risultati
| Pos. | Corridore        | Squadra         | Tempo    |
| ---- | ---------------- | --------------- | -------- |
| 1    | Rasa Leleivytė   | Safi-Pasta Zara | 2h38'07" |
| 2    | Giorgia Bronzini | Italia          | s.t.     |
| 3    | Chloe Hosking    | HTC-Columbia    | s.t.     |

| Pos. | Corridore        | Squadra         | Tempo    |
| ---- | ---------------- | --------------- | -------- |
| 1    | Rasa Leleivytė   | Safi-Pasta Zara | 2h37'57" |
| 2    | Giorgia Bronzini | Italia          | a 4"     |
| 3    | Kirsten Wild     | Cervélo         | s.t.     |

### 2ª tappa
- 4 febbraio: Al Zubarah > Oryx Farm – 89 km

Risultati
| Pos. | Corridore        | Squadra     | Tempo    |
| ---- | ---------------- | ----------- | -------- |
| 1    | Giorgia Bronzini | Italia      | 2h55'19" |
| 2    | Rochelle Gilmore | Lotto       | s.t.     |
| 3    | Martine Bras     | Paesi Bassi | s.t.     |

| Pos. | Corridore        | Squadra         | Tempo    |
| ---- | ---------------- | --------------- | -------- |
| 1    | Giorgia Bronzini | Italia          | 5h33'10" |
| 2    | Kirsten Wild     | Cervélo         | a 4"     |
| 3    | Rasa Leleivytė   | Safi-Pasta Zara | a 6"     |

### 3ª tappa
- 5 febbraio: Sealine Beach Resort > Doha Corniche – 94 km

Risultati
| Pos. | Corridore        | Squadra     | Tempo    |
| ---- | ---------------- | ----------- | -------- |
| 1    | Kirsten Wild     | Cervélo     | 2h45'40" |
| 2    | Giorgia Bronzini | Italia      | s.t.     |
| 3    | Lauren Tamayo    | Stati Uniti | s.t.     |

| Pos. | Corridore        | Squadra         | Tempo    |
| ---- | ---------------- | --------------- | -------- |
| 1    | Kirsten Wild     | Cervélo         | 8h18'39" |
| 2    | Giorgia Bronzini | Italia          | a 4"     |
| 3    | Rasa Leleivytė   | Safi-Pasta Zara | a 17"    |

## Evoluzione delle classifiche
Come nell'edizione precedente, vennero assegnate tre maglie distintive di tre classifiche differenti: la maglia oro distingueva il leader della classifica generale, che era calcolata in base ai tempi sul traguardo di ogni ciclista ed assegnando dei bonus ai primi tre che tagliavano i traguardi intermedi e quello finale (rispettivamente 3, 2 ed un secondo per gli sprint intermedi e 10, 6 e 4 secondi per i primi tre sul traguardo finale). La classifica a punti, contraddistinta dalla maglia argento, era calcolata assegnando dei punti ai primi tre che tagliavano i due traguardi intermedi di ogni tappa (rispettivamente 3, 2 ed un punto) ed ai primi venti che giungevano sul traguardo finale (rispettivamente 30, 27, 25, 23, 21, 19, 17, 15, 13, 11, 10, 9, 8, 7, 6, 5, 4, 3, 2 ed un punto). In caso di pari merito si consideravano il numero di tappe vinte, il numero di sprint intermedi vinti e la posizione in classifica generale.
La terza ed ultima maglia, di color blu, distingueva il leader della classifica giovani, calcolata in base ai tempi sul traguardo delle atlete nate dopo il 1º gennaio 1985.
Una quarta graduatoria era calcolata, la classifica a squadre, sommando i tempi delle prime tre atlete di ogni squadra giunte sul traguardo.
| Tappa              | Vincitore          | Classifica generale Maglia oro | Classifica a punti Maglia argento | Classifica giovani Maglia blu | Classifica squadre |
| ------------------ | ------------------ | ------------------------------ | --------------------------------- | ----------------------------- | ------------------ |
| 1ª                 | Rasa Leleivytė     | Rasa Leleivytė                 | Rasa Leleivytė                    | Rasa Leleivytė                | Safi-Pasta Zara    |
| 2ª                 | Giorgia Bronzini   | Giorgia Bronzini               | Giorgia Bronzini                  | Rasa Leleivytė                | Safi-Pasta Zara    |
| 3ª                 | Kirsten Wild       | Kirsten Wild                   | Giorgia Bronzini                  | Rasa Leleivytė                | Safi-Pasta Zara    |
| Classifiche finali | Classifiche finali | Kirsten Wild                   | Giorgia Bronzini                  | Rasa Leleivytė                | Safi-Pasta Zara    |

## Classifiche della corsa

### Classifica generale
| Pos. | Corridore          | Squadra         | Tempo    |
| ---- | ------------------ | --------------- | -------- |
| 1    | Kirsten Wild       | Cervélo         | 8h18'39" |
| 2    | Giorgia Bronzini   | Italia          | a 4"     |
| 3    | Rasa Leleivytė     | Safi-Pasta Zara | a 17"    |
| 4    | Rochelle Gilmore   | Lotto           | a 19"    |
| 5    | Martine Bras       | Paesi Bassi     | a 23"    |
| 6    | Lauren Tamayo      | Stati Uniti     | s.t.     |
| 7    | Adrie Visser       | HTC-Columbia    | s.t.     |
| 8    | Kirsty Broun       | Australia       | s.t.     |
| 9    | Monique van de Ree | Paesi Bassi     | a 24"    |
| 10   | Sarah Düster       | Cervélo         | s.t.     |

### Classifica a punti
| Pos. | Corridore        | Squadra     | Punti |
| ---- | ---------------- | ----------- | ----- |
| 1    | Giorgia Bronzini | Italia      | 85    |
| 2    | Kirsten Wild     | Cervélo     | 72    |
| 3    | Martine Bras     | Paesi Bassi | 63    |
| 4    | Rochelle Gilmore | Lotto       | 52    |
| 5    | Lauren Tamayo    | Stati Uniti | 46    |

### Classifica giovani
| Pos. | Corridore          | Squadra         | Tempo    |
| ---- | ------------------ | --------------- | -------- |
| 1    | Rasa Leleivytė     | Safi-Pasta Zara | 8h18'56" |
| 2    | Monique van de Ree | Paesi Bassi     | a 7"     |
| 3    | Pascale Jeuland    | Francia         | a 10"    |
| 4    | Xin Liu            | Giant Pro       | s.t.     |
| 5    | Tiffany Cromwell   | Australia       | s.t.     |

### Classifica squadre
| Pos. | Squadra                 | Tempo     |
| ---- | ----------------------- | --------- |
| 1    | Safi-Pasta Zara         | 24h57'18" |
| 2    | Germania                | s.t.      |
| 3    | Team Nederland Bloeit   | s.t.      |
| 4    | Team HTC-Columbia Women | s.t.      |
| 5    | Italia                  | s.t.      |

## Punteggi UCI
Come da regolamento UCI, venivano attribuiti diversi punteggi in base al piazzamento parziale e finale, in base ai quali vengono stilate classifiche individuale, a squadre e per nazioni. I punteggi vengono attribuiti come segue:
- Classifica generale finale: 80, 56, 32, 24, 20, 16, 12, 8, 7, 6, 5 e 3 punti alle prime dodici classificate;
- Piazzamenti parziali: 16, 11, 6, 5, 4 e 2 alle prime sei classificate di ogni tappa;
- Maglia oro: 8 punti all'atleta che indossa la maglia di leader della classifica generale al termine di ogni tappa.[2]

| Pos. | Corridore          | Squadra         | Punti |
| ---- | ------------------ | --------------- | ----- |
| 1    | Kirsten Wild       | Cervélo         | 109   |
| 2    | Giorgia Bronzini   | Italia          | 102   |
| 3    | Rasa Leleivytė     | SAF             | 56    |
| 4    | Rochelle Gilmore   | Lotto           | 40    |
| 5    | Martine Bras       | Paesi Bassi     | 31    |
| 6    | Lauren Tamayo      | Stati Uniti     | 26    |
| 7    | Adrie Visser       | HTC-Columbia    | 12    |
| 8    | Monique van de Ree | Paesi Bassi     | 9     |
| 9    | Chloe Hosking      | HTC-Columbia    | 8     |
| 9    | Kirsty Broun       | Australia       | 8     |
| 10   | Pascale Jeuland    | Francia         | 7     |
| 11   | Sarah Düster       | Cervélo         | 6     |
| 12   | Loes Gunnewijk     | Nederland Bl.   | 5     |
| 13   | Marina Romoli      | Safi-Pasta Zara | 4     |
| 14   | Elke Gebhardt      | Germania        | 2     |

| Pos. | Squadra                 | Punti |
| ---- | ----------------------- | ----- |
| 1    | Cervélo TestTeam Women  | 115   |
| 2    | Italia                  | 102   |
| 3    | Safi-Pasta Zara         | 60    |
| 4    | Lotto Ladies Team       | 40    |
| 5    | Paesi Bassi             | 40    |
| 6    | Stati Uniti             | 26    |
| 7    | Team HTC-Columbia Women | 20    |
| 8    | Australia               | 8     |
| 9    | Francia                 | 7     |
| 10   | Team Nederland Bloeit   | 5     |
| 11   | Germania                | 2     |

| Pos. | Nazione     | Punti |
| ---- | ----------- | ----- |
| 1    | Paesi Bassi | 166   |
| 2    | Italia      | 106   |
| 3    | Australia   | 56    |
| 3    | Lituania    | 56    |
| 5    | Stati Uniti | 26    |
| 6    | Francia     | 7     |
| 7    | Germania    | 8     |